# Patricij
Patricij nebo patricius (z lat. pater, otec; doslova „potomek urozeného otce“) byl potomek staré římské rodiny a původně pouze patricijové byli plnoprávnými občany Říma. Ve středověku a raném novověku hlava bohaté a respektované městské rodiny, která se mohla podílet na samosprávě města. Odtud se ekonomicky a sociálně nejsilnější vrstva měšťanů označovala jako patriciát. Tato skupina obvykle držela silný podíl na lokální moci v rámci městské autonomie a v některých případech i aspirovala na podíl na zemské moci.
V přeneseném významu je příslušník vyšší zámožné a privilegované vrstvy i v současnosti označován jako patricij. Termín se odráží i v moderní kultuře, např. v knihách Terry Pratchetta o Zeměploše označuje vládce města a v Ankh-Morporku jím je lord Havelock Vetinari.

## Starověký Řím
Patricijové nebo také optimáti (tj. nejlepší) se pokládali za přímé potomky rodů, které město založily, a tvořili v něm privilegovanou vyšší vrstvu. Původně pouze patricijové bojovali ve vojsku, volili a mohli být voleni do městských úřadů, mohli uzavírat plnoprávné sňatky a zastávat kněžské funkce. Do jejich rodin či domácností patřili vedle otroků také nesvobodní chráněnci či klienti, kdežto svobodní občané mimo rodiny a rody byli plebejové. O původu patricijů svědčí skutečnost, že patřili ke třem původním kmenům (tribus) – Ramnes, Tities a Laceres – z nichž každý tvořilo deset kurií po deseti rodech (gens). Rody se pak dělily na jednotlivé rodiny či hospodářství (familia). Protože patricijové byli původně také bojovníci, počet jejich rodů časem klesal, a tak vznikly snad už v královské době tři další kmeny se stejnými jmény, ale s přízviskem secundi („druzí“). Po občanských válkách klesl počet patricijů snad pod padesát a za císařství se titul patricije uděloval jednotlivým osobám jako dědičné vyznamenání. Patricijové se tak podobali rodové šlechtě a po staletí houževnatě bránili své výsady proti plebejům.

## Středověk
Ve středověkých městech byli patricijové představitelé zámožných a dlouho usedlých rodin, kteří si obvykle vymohli na panovníkovi nebo šlechtici městskou samosprávu a aspoň zpočátku ji také plně ovládali. Teprve v pozdním středověku museli připustit i účast řemeslníků a méně zámožných občanů, případně i přistěhovalců.
Termín patriciát je přesto umělý, poprvé sice doložený pro skutečnost středověkých měst v Bruselu roku 1306, ale více rozšířený až v 16. století v závislosti na větší znalosti antické vzdělanosti a s odkazem na antický patriciát. Z těchto důvodů je někdy historiky odmítán jako nedostatečný pro vystižení situace ve starších obdobích, resp. jako ahistorický.

### Patriciát v českých středověkých městech
Patriciát v českých městech se začal tvořit ve 13. století, kdy se vlivem podnikatelských a obchodních činností spojených se vznikem nových měst, objevením stříbra (především Jihlava, Kutná Hora) a vzestupem obchodu vytvořil na Starém Městě pražském a v Brně tzv. starý patriciát. Podobně vznikl a je historicky doložena existence patriciátu i v Kutné Hoře, Jihlavě, Chebu. Nověji se uvažuje o existenci patriciální vrstvy i v Mostě a Stříbře. U ostatních menších měst naopak k potvrzení existence této vrstvy nedošlo.
V některých českých městech jsou pro 13. a 14. století kromě ekonomické, politické a sociální výlučnosti doloženy i právní výhody spojované s patriciátem (např. Brno nebo Cheb). O sebevědomí a moci patriciátu svědčí i jejich brzká účast na celozemském rozhodování. První vlna takových rozsáhlých politických aktivit spadá do období po smrti Přemysla Otakara II., kdy je doloženo, že se zástupci měst účastnili zemského sněmu v roce 1282. Za vlády Václava II. zasedali někteří jeho členové v královské radě. O další mocenský vzestup se patriciát pokusil opět v době praktického bezvládí po roce 1306, kdy se znovu účastnil zemských sněmů. V roce 1309 se pokusil nakonec neúspěšným tlakem na šlechtu o posílení vlivu na kutnohorskou urburu; o deset let později se dostali staroměstští měšťané do sporu s králem Janem Lucemburským a ani zde neuspěli.
Vlivem vzniku prvních cechovních organizací v 1. polovině 14. století, rozšíření se českého národního uvědomění a v neposlední řadě i odchodu některých významných rodů z měst na venkov a jejich postupnému splynutí s místní šlechtou došlo k oslabení moci patriciátu, resp. se na jejich místo protlačily nové klany, tentokrát již českého původu a podle některých náznaků se zdá, že i oproti situaci na přelomu 13. a 14. století podstatně chudší. Snad jen v Kutné Hoře a Jihlavě si původní rody uchovaly svou moc až do počátku 15. století. Kutnohorský patriciát byl z města vyhnán husity, jeho část se uchýlila do Jihlavy.